# Miconia brasiliensis
Miconia brasiliensis là một loài thực vật có hoa trong họ Mua. Loài này được (Spreng.) Triana mô tả khoa học đầu tiên năm 1871.